# کلد برو (قهوه)
کولد برو (به انگلیسی: Cold brew) یک نوشیدنی قهوه سرد است که با خیساندن دانه‌های قهوه آسیاب‌شده در آب سرد به مدت طولانی (معمولاً بین ۱۲ تا ۲۴ ساعت) تهیه می‌شود. برخلاف قهوه یخی (آیس کافی) که قهوه داغ را با یخ سرد می‌کنند، کولد برو به‌طور کامل در آب سرد دم می‌شود و به همین دلیل طعمی ملایم‌تر و کمتر اسیدی دارد.

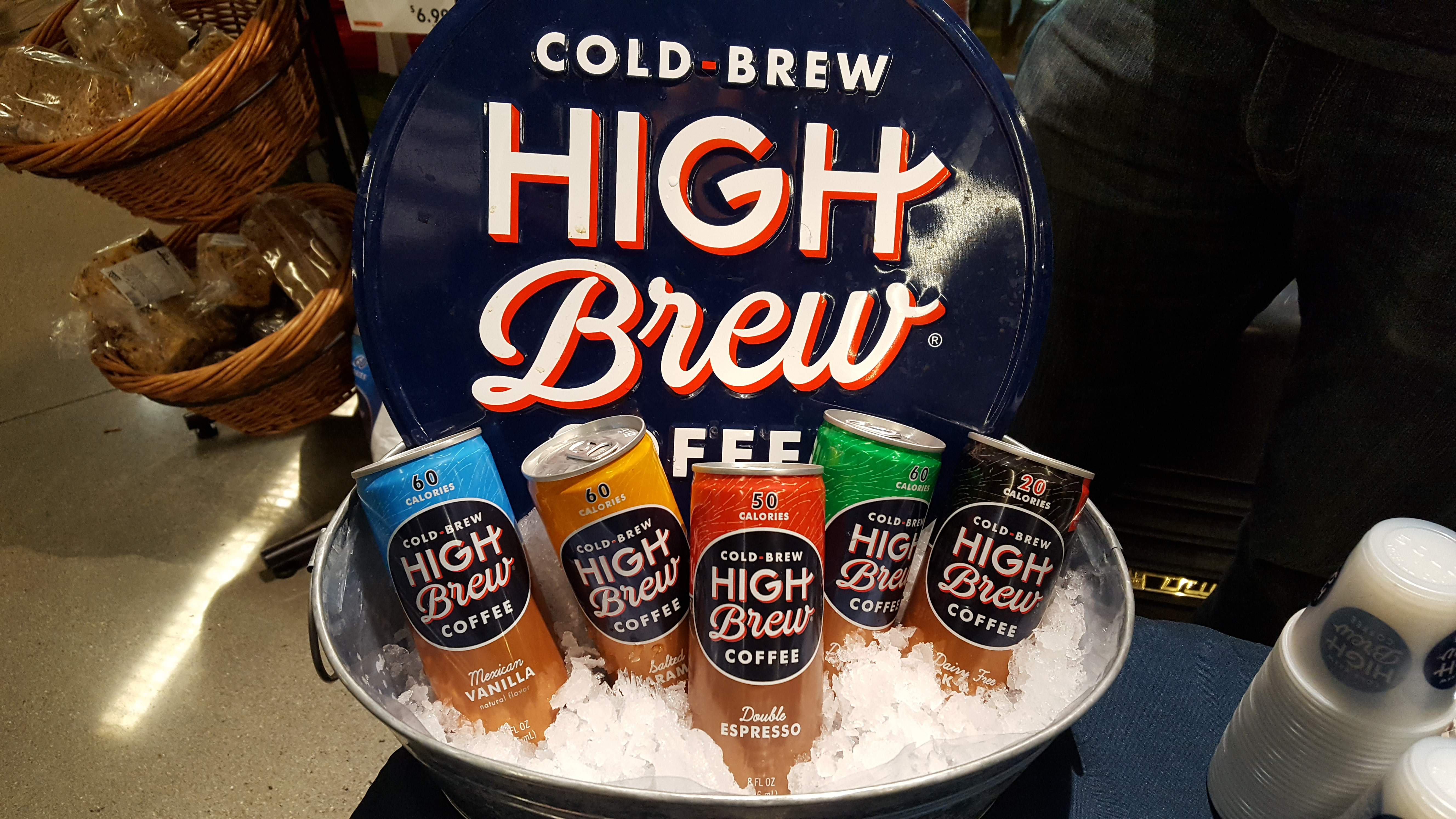
نمایش قهوه‌های سرد در یک سوپرمارکت

## نحوه تهیه
- مواد اولیه: دانه‌های قهوه با درجه آسیاب درشت و آب سرد.
- خیساندن: قهوه آسیاب‌شده با آب سرد مخلوط می‌شود و به مدت ۱۲ تا ۲۴ ساعت در یخچال یا دمای محیط نگهداری می‌شود.
- صاف کردن: بعد از اتمام زمان خیساندن، مخلوط از صافی عبور داده می‌شود تا تفاله‌های قهوه جدا شوند.
- سرو کردن: کولد برو معمولاً با یخ سرو می‌شود و برخی افراد به آن شیر، شکر یا شربت‌های طعم‌دار اضافه می‌کنند.

## ویژگی‌های طعمی
به دلیل روش تهیه آهسته و بدون حرارت، کولد برو طعمی بسیار ملایم‌تر و کمتر اسیدی دارد. این روش دم‌آوری طعم‌های شیرین و لطیف طبیعی قهوه را برجسته‌تر می‌کند و تلخی و اسیدیته را کاهش می‌دهد. به همین دلیل، کولد برو یک گزینه محبوب برای افرادی است که به دنبال طعمی نرم‌تر و صاف‌تر از قهوه هستند.

## تفاوت با آیس کافی
تفاوت اصلی بین کولد برو و آیس کافی در روش تهیه آن‌هاست. آیس کافی از قهوه دم‌شده داغ که با یخ خنک می‌شود تهیه می‌شود، در حالی که کولد برو از ابتدا با آب سرد دم می‌شود. به همین دلیل، آیس کافی اسیدیته بیشتری دارد و طعم آن قوی‌تر است، در حالی که کولد برو طعم ملایم‌تر و شیرین‌تری دارد.

## مزایا
- ملایم‌تر: به دلیل عدم استفاده از حرارت، طعم کولد برو ملایم‌تر و اسیدیته آن کمتر است.
- ماندگاری بیشتر: کولد برو را می‌توان تا دو هفته در یخچال نگهداری کرد بدون اینکه طعم آن تغییر کند.
- قابلیت شخصی‌سازی: می‌توان به کولد برو طعم‌دهنده‌ها، شیر یا شربت اضافه کرد تا آن را به دلخواه شخصی‌سازی کرد.

## محبوبیت
کولد برو در سال‌های اخیر به یکی از محبوب‌ترین نوشیدنی‌های قهوه در سراسر جهان تبدیل شده است. این نوشیدنی به‌ویژه در ماه‌های گرم تابستان محبوبیت زیادی دارد و بسیاری از کافه‌ها نسخه‌های مختلف آن را به مشتریان ارائه می‌دهند.

## جمع‌بندی
کولد برو یک نوشیدنی قهوه سرد است که با خیساندن قهوه در آب سرد به مدت طولانی تهیه می‌شود. این روش باعث ایجاد طعمی ملایم‌تر و کمتر اسیدی نسبت به قهوه داغ یا آیس کافی می‌شود و گزینه‌ای ایده‌آل برای روزهای گرم تابستان یا افراد است که به دنبال یک نوشیدنی قهوه‌ای خنک و کم‌اسید هستند.